# 須坂市動物園
須坂市動物園（すざかしどうぶつえん）は、長野県須坂市臥竜公園内にある市立動物園である。園内に複合遊具を併設する。

## 概要
- 開園時間：9:00 - 16:45（入園は16:00まで）
- 休園日：月曜日（祝日の場合は翌日）、12月29日 - 12月31日 ※4・5・8月は無休
- 入園料：一般（高校生以上）200円、中学生以下70円
保護者付き添いの未就学児は無料
団体/30人以上1割引、100人以上2割引
- ドングリポストあり（リス、シカなど）[1][2][3]。

## 特徴
1962年（昭和37年）10月1日開園。市民憩いの公園である臥竜公園内に立地する。臥竜山の西から南麓を経て東麓を巡るように動物のケージが配置されており、ニホンジカなどは臥竜山の斜面を利用して飼育展示されている。哺乳類、鳥類を展示する動物園のほか、主に淡水魚類を展示する水族館が南園に併設されている。また、南園には幼児用の遊戯施設も併設されており、竜ヶ池側の正面口には、D51形蒸気機関車401号機が展示されている。小さな動物園であるが、動物との距離が極めて近いことや手書きの案内板を設置していることなど、温かい雰囲気が特徴である。
ライブカメラサイト「みんなのデジタルアニマルパーク」では、アカカンガルーほか数種類の動物の24時間ライブ映像等が見られる。
夜の動物園探検隊、メリー・クリスマZOO、動物園でHappy New Year、動物園写真展、動物園フォーラムなど、年間を通じて様々なイベントが開催されている。
以前は、入園者の減少が続き、縮小・廃園論もあったが、動物園職員の意識改革や積極的なパブリシティ戦略により、アカカンガルーの「ハッチ」が『天才!志村どうぶつ園』（日本テレビ）ほかの多くのテレビ番組等で取り上げられ、全国的に知られるようになった。年間入園者数は、2006年度に237,663人の過去最高（2003年度の63,562人に比較して約3.7倍）となり、2008年度まで3年連続して20万人を達成した。
2007年8月、須高ケーブルテレビなどにより、YouTubeでの映像配信も開始された。。
2007年10月、長野県デザイン振興協会、信州ブランドフォーラム実行委員会が主催の「信州ブランドアワード」2007特別賞を受賞した。
2008年9月、須坂市と須高ケーブルテレビ、アットネットホームの3社は、パソコン・携帯向けサイトとして、須坂市動物園の動物の様子をライブカメラで24時間リアルタイムに配信するサイト「動物なにしてる？須坂市動物園てれび」（現・「みんなのデジタルアニマルパーク」）を開設した。
2012年8月、フンボルトペンギンが3回の脱走して、後に「トット」と名付けられた。
2016年、ハッチの妻クララ死亡。

## 施設・主な動物

### 動物園
哺乳類
- アカカンガルー - 『天才!志村どうぶつ園』などで紹介されたサンドバッグ相手にキックをするおやじカンガルー「ハッチ」と、神戸市立王子動物園から嫁入りした美形の母「クララ」、長男「クラッチ」、次男「キャッチ」のファミリーであった。長女「キララ」は、2008年7月に横浜市立よこはま動物園ズーラシアへ嫁入りし、クラッチとキャッチは動物園南園に建設した第2カンガルー舎へ引越した。2009年11月25日、ハッチは老衰のため9歳で永眠（人間に例えると70 - 75歳に相当する）。
- 日本犬 - 長野県天然記念物の川上犬の雄、「源竜」。動物園で飼育しているのは当園のみであったが、2011年9月21日に永眠[6]。
- ヒト - 入園者が空の檻に入り、動物の気分を味わってもらうために設置されたものである。
- カピバラ冬季にはカピバラがお湯を張った浴槽につかる「カピバラ温泉」が人気を博している。なおお湯を張っている時間帯は1時間程度
- カラカル
- ツキノワグマ
- マントヒヒ
- サバンナモンキー
- タイワンザル
- ニホンザル
- アライグマ
- ハクビシン
- ホンドタヌキ
- ギンギツネ
- ベンガルトラ - 2008年3月に秋吉台サファリランド（山口県）から来園した兄妹の「臥桜」（がお、雄）と「未桜」（みお、雌）の2頭。
- バーバリーシープ
- プレーリードッグ
- ポニー
- ミニブタ
- ヤギ
- ロバ
- ワオキツネザル入園者がパンやサツマイモをあたえることができる「仲良しタイム」が行われている。

鳥類
- キボウシインコ - 「鳩ぽっぽ」の歌を歌ったり、桃太郎の昔話なども話す。
- オジロワシ - 国内飼育下最長寿（1972年来園）、種として国の天然記念物に指定
- トビ
- フンボルトペンギン
- フラミンゴ
- インドクジャク
- シロクジャク
- キンケイ
- ギンケイ
- ハッカン
- トウテンコウ
- チャボ
- ニホンキジ
- セキセイインコ
- チョウゲンボウ

など
- 展示動物
  - 動物園  - 哺乳類：22種166点、鳥類：27種144点、合計：49種310点
  - はく製館 - 哺乳類：13種15点、鳥類：14種16点、爬虫類：2種3点、合計：29種34点

### 水族館
- 千曲川で保護されたオオサンショウウオ（国の特別天然記念物）が1頭展示されていたが2008年5月に死亡。
- 2009年7月から長野市の用水路で捕獲された黄金色のナマズを展示していた。
- 展示魚類：18種167点。[要出典]
- 施設の老朽化に伴い、2015年5月6日を以って閉館した。展示していた魚は飼育希望者に無料で提供した。[7]

## 交通機関
- 鉄道：最寄駅は長野電鉄須坂駅。

須坂駅からバスを利用する場合は南北線（明徳団地方面）・仙仁線・米子線のすざか市民バスに乗車し「臥竜公園」または「臥竜公園入口」で下車。徒歩約10分。
※日曜・祝日の運行は「仙仁線」のみとなる。 
- 駐車場：臥竜公園、動物園共通駐車場（市立博物館前駐車場、臥竜公園西口駐車場、看護学校東側駐車場テニスコート前駐車場等）
駐車料金：無料（臥竜公園さくらまつり期間中は一部有料）